# Kekveus
Kekveus – wymarły rodzaj chrząszczy z rodziny sprężykowatych. Obejmuje tylko jeden opisany gatunek, Kekveus jason. Żył w kredzie na terenie współczesnej Mjanmy.

## Taksonomia
Rodzaj i gatunek typowy opisane zostały po raz pierwszy w 2018 roku przez Shûheia Yamamoto, Wasilija Griebiennikowa i Yui Takahashi. Opisu dokonano na podstawie inkluzji w bursztynie birmańskim, odnalezionej w dolinie Hukawng na terenie birmańskiego stanu Kaczin. Skamieniałość datowana jest na wczesny cenoman. Epitet gatunkowy pochodzi od mitycznego Jazona.

## Morfologia
Chrząszcz o spłaszczonym grzbietowo-brzusznie ciele długości około 0,54 mm, w zarysie wydłużonym o równoległych bokach, ubarwionym jednolicie rudo z żółtawobrązowymi czułkami, głaszczkami i odnóżami. Lekko poprzeczna głowa miała duże, wyłupiaste oczy, doły po spodniej stronie za oczami, na wierzchu dużą bruzdę poprzeczną z ramionami bocznymi zakrzywionymi ku tyłowi i sięgającymi za oczy, wrzecionowaty i ostro zakończony ostatni człon głaszczków szczękowych, oraz tak długie jak głowa i przedplecze razem czułki zbudowane z jedenastu członów, z których trzy ostatnie formowały luźną buławkę. Owalne, niemal półkoliste, najszersze w przedniej połowie przedplecze miało prawie prostą krawędź przednią, łukowate krawędzie boczne, zaokrąglone kąty, szeroko zakrzywioną krawędź tylną, a na powierzchni trzy podłużne, rozszerzające się ku tyłowi bruzdy połączone z tylnym brzegiem. Wąsko podługowate, nieco ponad dwukrotnie dłuższe od przedplecza pokrywy miały parę drobnych dołków przy podstawie. Epipleury były wąskie. Dość długie skrzydła tylnej pary miały po około 60 długich strzępin. Śródpiersie miało wyraźny, wystający brzusznie kil z horyzontalnie umieszczonym dołkiem. Odnóża były krótkie i cienkie, o maczugowatych goleniach i dwuczłonowych stopach zwieńczonych niezmodyfikowanymi pazurkami. Biodra wszystkich par stykały się ze sobą; przednie były stożkowate, środkowe owalne, a tylne drobne i silnie poprzeczne. Szeroki i umiarkowanie ku szczytowi zwężony odwłok w widoku od góry nakryty był całkiem pokrywami, zaś w widoku bocznym wystawał na szczycie spod nich. Na jego spodzie widocznych było sześć silnie poprzecznych sternitów.